# Oh, Brother
Oh, Brother is de zesde aflevering van het vijftiende seizoen van de televisieserie ER, die voor het eerst werd uitgezonden op 6 november 2008.

## Verhaal
Ambulancemedewerker Chaz Pratt begint vandaag met zijn stage als medisch student, dr. Morris neemt hem onder zijn hoede. Aangezien hij een broer is van wijlen dr. Pratt gaat dr. Morris ervan uit dat hij een natuurlijke aanleg heeft voor dit beroep en laat hem al snel risicovolle procedures uitvoeren. Dit gaat al snel fout wat bijna het leven kost van een patiënt, en dit trekt de aandacht van dr. Banfield die hier woedend over wordt op dr. Morris.
Dr. Banfield is gefrustreerd als haar man Russell er op staat dat zijn ouders op bezoek komen. Zij is hier nog niet aan toe en laat dit aan hem merken, uiteindelijk geeft zij toe aan zijn eis. 
Dr. Rasgotra wordt terechtgewezen op haar tekortkomingen terwijl haar studenten toekijken, dit tot haar grote woede. 
Dr. Gates vraagt aan Taggart om met haar zoon en Sarah samen te gaan wonen. Zij vindt dit een grote stap en wil hier eerst over nadenken en overleggen met haar zoon.

## Rolverdeling

### Hoofdrollen
- Parminder Nagra - Dr. Neela Rasgrota
- John Stamos - Dr. Tony Gates
- Scott Grimes - Dr. Archie Morris
- David Lyons - Dr. Simon Brenner
- Angela Bassett - Dr. Cate Banfield
- Courtney B. Vance - Russell Banfield
- Julia Jones - Dr. Kaya Montoya
- Shiri Appleby - Dr. Daria Wade
- Julian Morris - Dr. Andrew Wade
- Victor Rasuk - Dr. Ryan Sanchez
- Emily Rose - Dr. Tracy Martin
- Linda Cardellini - verpleegster Samantha Taggart
- Dominic Janes - Alex Taggart
- Angel Laketa Moore - verpleegster Dawn Archer
- Louie Liberti - ambulancemedewerker Bardelli
- Sam Jones III - Chaz Pratt
- Troy Evans - Frank Martin

### Gastrollen (selectie)
- Carl Weathers - Louie Taylor
- Chadwick Boseman - Derek Taylor
- Dorian Christian Baucum - Max Gonzalez
- Paul Hodge - Colin
- Bee-Be Smith - Patti
- Ellaraino - Marie Banfield
- Nick Liam Heaney - Roger